# Middle-earth Enterprises
Middle-earth Enterprises, ursprünglich als Tolkien Enterprises gegründet, hält und vermarktet weltweit die Rechte an J. R. R. Tolkiens Werken Der Herr der Ringe und Der Hobbit. Sitz ist Berkeley, Kalifornien. Ursprünglich als Unternehmen (gemäß dem amerikanischen doing business as) der The Saul Zaentz Company gegründet, gehört sie seit 2022 zur schwedischen Embracer Group. 
Middle-earth Enterprises verfügt über die Rechte an den Titeln der Bücher, den Namen der Figuren, Orte, Gegenstände und Ereignisse sowie einzelnen Zitaten und Ausdrücken. Die Gesellschaft verkauft Lizenzen an diesen Rechten an Unternehmen aus allen Medienbereichen, die Werke mit Bezug auf das Tolkiensche Universum veröffentlichen möchten.

## Hintergrund
Tolkien hatte die Rechte ursprünglich 1968 an United Artists verkauft, von denen Zaentz sie dann 1976 übernahm. 1978 produzierte Zaentz eine erste Verfilmung des Herrn der Ringe unter Regie von Ralph Bakshi, 2001–2003 drehte Peter Jackson eine Trilogie unter Lizenz von Tolkien Enterprises. Hierzu gab es 2004 einen Rechtsstreit mit New Line Cinema über mehr als 20 Millionen Dollar, da die Verteilung der Einnahmen nicht geklärt war. Es kam zu einer nicht veröffentlichten außergerichtlichen Einigung.
2010 wurde das Unternehmen von Tolkien Enterprises in Middle-earth Enterprises umbenannt. Im August 2022 gab die schwedische Embracer Group die Übernahme von Middle-earth Enterprises bekannt.
Die Lizenz für Pen-&-Paper-Rollenspiele war seit den frühen 80er Jahren an ICE für das System MERS vergeben. 1997 wurde die Lizenz zurückgezogen und im Zuge der Neuverfilmung an Decipher für das System Der Herr der Ringe Rollenspiel vergeben. Außerdem erschien und erscheint eine Vielzahl anderer Mittelerde-Produkte wie Computerspiele, Brettspiele, Zinnminiaturen und Merchandisingartikel in Lizenz.

## Vergebene Lizenzen (Auswahl)
Tolkien Enterprises hatten bis 2009 unter anderem an folgende Firmen Lizenzen vergeben:
- Adaptationen:
  - New Line Cinema  – Film Rechte (Der Herr der Ringe, Der Hobbit)
  - Kevin Wallace Ltd – Bühnenadaption (Der Herr der Ringe)
- Spiele 
  - Computerspiele 
    - 2003: Sierra Entertainment (Der Hobbit)
    - Bis 2009: Electronic Arts
    - Seit 2009: Warner Bros. Interactive Entertainment
    - 2014: Turbine (Der Herr der Ringe Online)

  - Andere Spiele 
    - Games Workshop für Tabletopspiele wie Middle-Earth Tabletop-Strategiespiel und das Strategiespiele in Mittelerde Magazin
    - Sophisticated Games für eine Reihe von Brettspielen.
    - Brett-, Karten- und Rollenspiele: Free League (seit 2020), ehemals Cubicle 7 (2011–2020), ehemals Fantasy Flight Games (2011–2020), ehemals Decipher (2001–2007), ehemals Iron Crown Enterprises (1982–2000)
    - Mithril Miniatures für eine Reihe von Metallminiaturen im 28-mm-Maßstab.
    - US Games Systems Inc. für ein auf Der Herr der Ringe basierendes Tarot-Kartenspiel